# Группа риска
Группа риска — медицинский и социологический термин, собирательное определение для представителей населения, наиболее уязвимых для определённых медицинских, социальных обстоятельств или воздействия окружающей среды.

## В медицине
В медицине под «группой риска» традиционно понимается часть населения, условно объединённая по принципу повышенной вероятности возникновения в ней заболеваний, травм и других нарушений здоровья, которая может быть обусловлена характером профессиональной деятельности людей, социальными условиями их жизни, а также их поведенческими особенностями.
В частности, традиционно выделяются, например, группы риска заражения заболеваниями, передающимися половым путём, развития наркомании, развития психозов, вероятности выкидыша при беременности, развития заболеваний сердечно-сосудистой системы и так далее.
В свою очередь, наркоманы являются группой риска заражения инфекциями, передающимися гемоконтактным путём (гепатиты, ВИЧ и др.)

## В социологии
В социологии под группой риска понимают социальные группы, члены которых уязвимы или могут понести ущерб от определённых медицинских или социальных обстоятельств, а также категории населения, которые более других склонны совершать криминальные или делинквентные поступки.
Например, в психолого-педагогической практике рассматривается понятие «дети группы риска», в которую традиционно включают детей из неблагополучных семей, детей с отклоняющимся поведением, учащихся с проблемами в обучении и развитии, а также детей с хроническими заболеваниями и инвалидов. Также, например, психологами рассматривается понятие «семьи группы риска».

## В разговорном языке
В разговорной речи, а также в средствах массовой информации понятие «группа риска» употребляется часто для обозначения групп населения, наиболее подверженных каким-либо воздействиям определённого рода: быть обворованным, быть избитым на улице, быть подвергнутым насилию на рабочем месте и т. д.